# Гасымлы, Вюсал Афрас оглы
Вюсал Афрас оглы Гасымлы (азерб. Vüsal Əfras oğlu Qasımlı; р. 7 апреля 1975, Имишли, Азербайджанская ССР, СССР) — азербайджанский экономист, доктор экономических наук, профессор, государственный деятель, исполнительный директор Центра анализа экономических реформ и коммуникации Азербайджана. В 2005—2007 годах являлся президентом издательства "ANS-PRESS" Publishing House, в 2011—2016 годах занимал должность  главы Отдела экономического анализа и глобализации Центра стратегических исследований при Президенте Азербайджанской Республики. 
Вюсал Гасымлы является автором 10 книг и 500 научных работ по экономике, опубликованных на азербайджанском, русском, английском и корейском языках.

## Биография
Вюсал Гасымлы родился 7 апреля 1975 года в городе Имишли.
После окончания школы №34 города Имишли в 1993 году он поступил в Азербайджанский государственный экономический университет, окончив его в 1997 году. Второе высшее образование Вюсал Гасымлы получил в Грузинском институте общественных отношений (по программе Университета штата Луизиана), удостоившись степени магистра журналистики.
В 2021 году Вюсал Гасымлы окончил Гарвардский Университет, Школа государственного управления им. Джона Кеннеди.
В 2022-2023 годах Вусал Гасымлы получил диплом последипломного образования Оксфордского университета (PGDip) в области стратегии и инноваций.
В 2005—2007 годах В. Гасымлы был президентом издательства «ANS-Press», в 2007—2011 годах он работал на проектах, осуществляемых Европейским союзом, Всемирным банком, Японским агентством международного сотрудничества (JICA) и рядом международных организаций.
В 2011—2016 годах занимал должность главы Отдела экономического анализа и глобализации Центра стратегических исследований при Президенте Азербайджанской Республики.
В 2015 году Вюсал Гасымлы представлял Азербайджан на платформе мозговых центров «Большой двадцатки» T20. В 2016 году являлся советником Азиатского банка развития по вопросам экономического развития. Со 2 мая 2016 года Вюсал Гасымлы является исполнительным директором Центра анализа экономических реформ и коммуникации, созданного согласно распоряжению Президента Азербайджанской Республики.
Принимал активное участие в подготовке «Стратегических дорожных карт по национальной экономике и основным отраслям экономики», утвержденных указом президента Ильхама Алиева от 6 декабря 2016 года. Под руководством в том числе Вюсала Гасымлы Центр анализа экономических реформ и коммуникации превратился в платформу, объединившей 400 иностранных и местных экспертов для разработки стратегических дорожных карт. Центр анализа экономических реформ и коммуникации обеспечил реализацию таких проектов, как Azexport, Цифровой торговый хаб, EnterpriseAzerbaijan.com и Центр поддержки экспорта «Одно окно».
В. Гасымлы также является членом Государственной комиссии, созданной согласно распоряжению Президента Азербайджанской Республики «О дополнительных мерах по повышению благоприятности бизнес-среды в Азербайджанской Республике и дальнейшему улучшению позиции нашей страны в международных рейтингах» №2199 от 13 июля 2016 года.
По национальности он азербайджанец. Женат, имеет троих детей.
Владеет азербайджанским, русским, английским, турецким, испанском (на базовом уровне) языками.

## Научная деятельность
В 2009 году Вюсал Гасымлы получил ученую степень доктора философских наук в области экономики, а в 2017 году был удостоен степени доктора экономических наук. В 2013 году Вюсал Гасымлы был удостоен ученого звания доцента. В 2021 году Вюсал Гасымлы был удостоен ученого звания профессор Академии Государственного Управления при Президенте Азербайджана.
Вюсал Гасымлы изучает макроэкономику и специализируется на международной экономике, экономическом развитии, конкурентоспособности, модернизации и геоэкономике. Он участвовал в более чем 20 академических проектах, написал более 500 научных статей и является автором или соавтором 10 книг. В 2012 году был удостоен награды Астанинского экономического форума за научные достижения.
В 2013 году В. Гасымлы работал в качестве приглашенного ученого в Корейском институте международной экономической политики.
В. Гасымлы выступал с лекциями в Вашингтонском университете, Калифорнийском университете, Американском университете в Каире, Варшавском университете, университетах Ханян и Ханкук в Сеуле и Университете Рио-де-Жанейро.